# Artur Kozioł
Artur Stanisław Kozioł (ur. 29 lipca 1968 w Krakowie) – polski samorządowiec, doktor nauk społecznych w dyscyplinie nauki o zarządzaniu i jakości, burmistrz Miasta i Gminy Wieliczka w latach 2006–2024.

## Życiorys
Absolwent studiów z zarządzania organizacjami w Wyższej Szkole Zarządzania i Bankowości w Krakowie, kształcił się podyplomowo w zakresie administracji europejskiej na kierunku zarządzanie funduszami unijnymi. W 2021 uzyskał stopień doktora nauk społecznych w dyscyplinie nauki o zarządzaniu i jakości. Pracę doktorską pt. Zarządzanie w jednostkach samorządu terytorialnego a strefy aktywności gospodarczej na obszarze metropolitalnym Krakowa obronił na Uniwersytecie Jagiellońskim.
Współorganizator konferencji naukowych w Wieliczce: w październiku 2022 roku 21. Międzynarodowej Konferencji z cyklu EKONOMIA – FINANSE – ZARZĄDZANIE (ICEFM2022) pt. „Współczesne wyzwania w polityce gospodarczej, biznesie i zarządzaniu” oraz w czerwcu 2023 roku  Międzynarodowej Konferencji „Samorząd 6.0. Rozwój społeczny – Usługi gospodarcze – Nowoczesne finanse”.
Autor wydanej w 2022 roku opartej na pracy doktorskiej publikacji „Wpływ Stref Aktywności Gospodarczej na zarządzanie w gminach Krakowskiego Obszaru Metropolitarnego” oraz wydanej w 2023 roku książki „Brzegi świata. Od wydarzeń ŚDM Kraków 2016 do strefy rozwoju ekonomicznego i społecznego” .
Od 2023 roku przewodniczy Międzynarodowej Radzie Naukowej Europejskiego Instytutu Zrównoważonego Rozwoju.
W maju 2023 roku Ukraińska Akademia Technologiczna przyznała mu tytuł profesora uczelni w dziedzinie zarządzania społecznego za organizację konferencji naukowych, edukację i współpracę z uczelniami wyższymi.
W 2023 r. również za zorganizowanie wsparcia dla uchodźców z Ukrainy oraz utworzenie Centrum Pomocy Ukrainie w Grabiu otrzymał medal „Krzyż wolności”, przyznany przez metropolitę kijowskiego i całej Ukrainy Epifaniusza.
Ukończył Polsko-Austriackie Studium Nowoczesnego Zarządzania Finansami Przedsiębiorstwa, a także Polsko-Austriackie Studium Zarządzania w Centrum Doskonalenia Kadr Kierowniczych w Łodzi przy Ministerstwie Przemysłu i Handlu. Ponadto odbył kursy z zakresu zarządzania projektami, opracowywania dokumentów planistycznych, a także zdał egzamin państwowy na członka Rad Nadzorczych w Spółkach Skarbu Państwa.
W latach 1994–1998 radny miasta i gminy Wieliczka, przewodniczący Komisji Kultury, Turystyki i Sportu, członek Komisji Praworządności. W latach 1998–2002 – radny Sejmiku Województwa Małopolskiego z listy Akcji Wyborczej Solidarność, członek Komisji Finansów, Budżetu i Mienia, członek Komisji Bezpieczeństwa Publicznego i Obronności. Uczestniczył w negocjacjach w sprawie powstania powiatu wielickiego.
W latach 1993–1996 pełnił funkcję wiceprezesa Klubu Sportowego „Górnik”, później był rzecznikiem Społecznego Komitetu Powiatowego w Wieliczce, a od 1998 do 2006 prezesem Stowarzyszenia Brata Alojzego Kosiby. Przez 16 lat był zawodnikiem Klubu Sportowego „Górnik”.
Od 2002 do 2006 związany był z Kopalnią Soli „Wieliczka” Trasa Turystyczna – najpierw na stanowisku specjalisty ds. nowych produktów, później kierownika działu planowania i analiz, a od roku 2006 – dyrektora ds. ekonomicznych. Podczas czteroletniej pracy w Kopalni Soli pełnił funkcję kierownika zespołu ds. pozyskiwania funduszy zewnętrznych, przewodniczącego stałej komisji przetargowej oraz członka zespołu koordynacyjnego zintegrowanego systemu informatycznego.
W 2006 wybrany na burmistrza miasta i gminy Wieliczka. W wyborach samorządowych 21 listopada 2010 został wybrany na II kadencję, w wyborach 16 listopada 2014 na III kadencję, a w wyborach 21 października 2018 na IV kadencję. W 2019 bezskutecznie kandydował do Senatu z ramienia Koalicji Obywatelskiej jako kandydat bezpartyjny, zdobywając 39 255 głosów; w wyborach parlamentarnych w 2023 bez powodzenia ubiegał się o mandat poselski.
W 2024 bez powodzenia ubiegał się o reelekcję na stanowisku burmistrza, przegrywając w II turze wyborów. Uzyskał jednak mandat Radnego Rady Miejskiej w Wieliczce. Na I sesji Rady Miejskiej, która odbyła się 7 maja tego samego roku, został wybrany Przewodniczącym Rady Miejskiej. W tym samym roku bezskutecznie kandydował do Parlamentu Europejskiego z listy KO.

## Życie prywatne
Żona Joanna, syn Maksymilian, córka Julia.

## Odznaczenia i medale

### Ordery i medale
- 14 stycznia 2017 r., podczas Spotkania Noworocznego w Solnym Mieście, otrzymał wysokie odznaczenie papieskie – Order Świętego Sylwestra[20] (Komandor) z rąk ks. kardynała Stanisława Dziwisza. Przyznanie odznaczenia jest dowodem wdzięczności za współorganizację Światowych Dni Młodzieży Kraków 2016 r.
- 4 grudnia 2014 r. otrzymał Srebrny Krzyż Zasługi[21].
- 4 grudnia 2006 r. otrzymał Brązowy Krzyż Zasługi[22].

### Odznaczenia
- 2 grudnia 2017 r. otrzymał Medal Pamiątkowy XX-lecia Konfraterni Orderu św. Stanisława B.M za działalność charytatywną.
- 22 lutego 2017 r. wyróżniony został Platynowym Medalem imienia Jana Kilińskiego za zasługi dla rzemiosła polskiego.
- 4 października 2015 r. odebrał honorowy medal „Bogaci Miłosierdziem” nadany przez Caritas Archidiecezji Krakowskiej dla Miasta i Gminy Wieliczka za długoletnią współpracę na rzecz chorych, starszych, niepełnosprawnych i ubogich, a zwłaszcza za budowę domu dla osób starszych w Brzegach.
- 26 września 2015 r. otrzymał w związku z Jubileuszem 90-lecia MBS w Wieliczce Złotą Odznakę im. Franciszka Stefczyka przyznawaną przez Krajowy Związek Banków Spółdzielczych za wniesiony osobisty wkład i przyczynianie się do rozwoju Banku.
- 30 kwietnia 2015 r. otrzymał Odznakę Honorową 12 Pułku Piechoty Armii Krajowej Ziemi Wadowickiej.
- W roku 2015 w uznaniu zasług dla samorządu terytorialnego otrzymał z rąk Ministra Administracji i Cyfryzacji Odznakę Honorową Za Zasługi Dla Samorządu Terytorialnego[23]. Ponadto, 5 października 2015 r. został wyróżniony złotą Odznaką Honorową Polskiego Związku Niewidomych.
- W czerwcu 2014 r. otrzymał z rąk Przewodniczącego Rady Ochrony Pamięci Walk i Męczeństwa Złoty Medal Opiekuna Miejsc Pamięci Narodowej
- W kwietniu 2014 r. otrzymał Medal „Pro Patria” od przedstawicieli Urzędu do Spraw Kombatantów i Osób Represjonowanych.
- W kwietniu 2013 r. odebrał z rąk dr Piotra W. Kurka oznaczenie pamiątkowe za zasługi dla „ŚZŻAK” Światowego Związku Żołnierzy Armii Krajowej.
- W maju 2012 r. otrzymał medal honorowy im. Bolesława Chomicza nadany przez prezesa Zarządu Głównego Ochotniczych Straży Pożarnych RP.
- W 2012 r. otrzymał Honorową Odznakę Stowarzyszenia Studentów i Absolwentów Wyższej Szkoły Zarządzania i Bankowości w Krakowie.
- W październiku 2010 r. za szczególne zasługi dla oświaty i wychowania otrzymał od Medal Komisji Edukacji Narodowej. W tym samym miesiącu Uchwałą Kapituły Odznaki Honorowej Polskiego Czerwonego Krzyża wyróżniony został Odznaką Honorową PCK IV stopnia.
- W maju 2010 r. od Ministra Spraw Wewnętrznych i Administracji otrzymał Brązową Odznakę „Zasłużony dla Ochrony Przeciwpożarowej”, natomiast w lipcu srebrny Medal za Zasługi dla Policji. Wcześniej, uhonorowany został przez Związek Ochotniczych Straży Pożarnych Złotym Medalem Zasłużony dla Pożarnictwa.
- 7 lipca 2007 r. uhonorowany Srebrną Odznaką Krakowskiego Okręgowego Związku Piłki Nożnej oraz Złotym Medalem Zasłużony dla Pożarnictwa przez Związek Ochotniczych Straży Pożarnych.
- W 2004 r. otrzymał uchwałą Rady Powiatu Wielickiego honorowy tytuł Zasłużony dla Powiatu Wielickiego.

## Publikacje
- „Wpływ Stref Aktywności Gospodarczej na zarządzanie w gminach Krakowskiego Obszaru Metropolitarnego” - 2022 r.
- „Brzegi świata. Od wydarzeń ŚDM Kraków 2016 do strefy rozwoju ekonomicznego i społecznego” - 2023 r.